# بوزویوک
بوزویوک (به ترکی استانبولی: Bozüyük) شهری است در کشور ترکیه که در استان بیلجیک واقع شده‌است. جمعیت این شهر بر اساس سرشماری سال ۲۰۰۸ میلادی ۵۵٬۹۸۵ نفر و بر اساس برآوردهای سال ۲۰۰۹ میلادی ۵۷٬۵۴۸ نفر می‌باشد.